# Samantha Bloom
Samantha Bloom (Canterbury, 15 augustus 1975) is een Brits actrice.
Ze speelde een rol in onder meer Pride and Prejudice (2005), Cashback (2006), Love and other Disasters (2006) en Rabbit Fever (2006).
Haar broer is de acteur Orlando Bloom.